# پده‌ای (هیرمند)
پده‌ای روستایی در دهستان قرقری بخش قرقری شهرستان هیرمند استان سیستان و بلوچستان ایران است. بر پایه سرشماری عمومی نفوس و مسکن در سال ۱۳۹۰ جمعیت این روستا ۱۰۸ نفر (در ۳۰ خانوار) بوده‌است.